# Карл Бош
Вижте пояснителната страница за други личности с името Бош.
 Карл Бош (на немски: Carl Bosch) е германски химик и индустриалец, носител на Нобелова награда за химия за 1931 г. (съвместно с Фридрих Бергиус) „за заслуги по въвеждане и развитие на методите на високото налягане в химията“. Основател е на „Фарбен“ – най-голямата химическа компания за онова време. Често е бъркан с известния му чичо, индустриалеца Роберт Бош.

## Биография
Роден е на 27 август 1874 г. в Кьолн, Германия. Завършва химия в университета в Лайпциг. През 1899 г. постъпва на работа в концерна BASF. През 1910 г. заедно с Фриц Хабер патентоват метода за промишлен добив на амоняк. Патентът позволява на фирмата BASF да утвърди своя монопол в производството на торове и взривни вещества.
Карл Бош се отличава с богатите си частни интереси. Той се вълнува както от химията, така и от ботаника, колекционира препарирани пеперуди и се увлича по астрономията. Приема все повече и повече ролята на меценат. Със значителни финансови средства подкрепя вестник „Frankfurter Zeitung“.
Във времето на национал-социализма в Германия Бош като индустриалец се възползва умело от политиката на Хитлер за превъоръжаване. От друга страна обаче, Карл Бош не споделя антисемитската политика на хитлеристите. След 1935 г. Бош се оттегля постепенно от заеманите стопански постове и изпада във все по-чести депресивни състояния, страда от алкохолизъм. Депресията става причина за опита му за самоубийство през 1939 г.
Карл Бош умира в Хайделберг на 26 април 1940 година.